# Progettazione

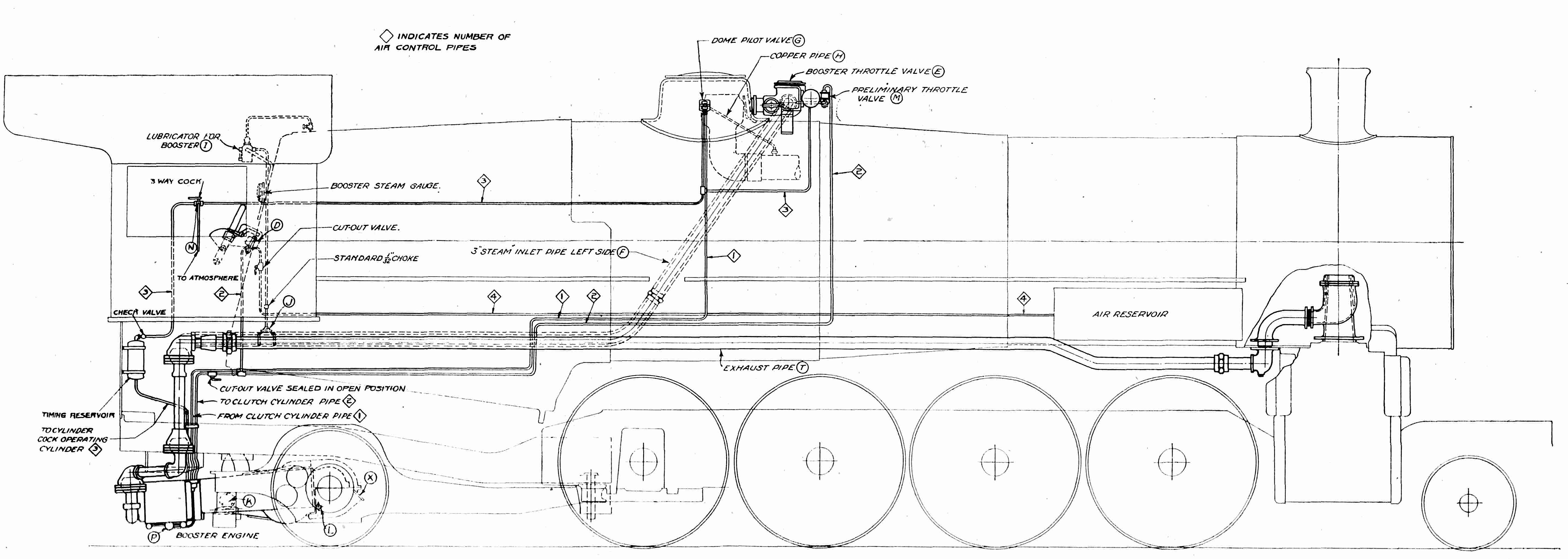
Un disegno per un motore ausiliario per locomotive a vapore. L'ingegneria è applicata al design, con enfasi sulla funzione e sull'utilizzo della matematica e della scienza.

La progettazione nelle scienze applicate, è l'attività promossa dal progettista, che è alla base della costruzione / realizzazione di qualsiasi oggetto complesso, sia esso materiale o soltanto concettuale attraverso la stesura di un progetto.

## Sinossi generale
In termini molto semplici, progettare significa concepire, ideare, modellare, teorizzare qualcosa: stabilire le caratteristiche costitutive un oggetto (materiale o immateriale) per poi eventualmente realizzarlo in pratica. L'oggetto può essere: un abito, un ponte, un circuito integrato, un matrimonio, un romanzo, una torta, etc. Solo usando l'ultimo esempio, la ricetta della torta è l'esito della sua progettazione.
In ingegneria, è un processo che a partire da norme tecniche, simulazioni, ipotesi, calcoli, ragionamenti, sperimentazioni e prove, intuizioni e idee, campioni, perviene alla definizione dei dettami, linee guida e specifiche necessarie alla produzione/realizzazione di un manufatto, un edificio, un componente, un apparato, o in generale di un prodotto o un servizio (per esempio un'abitazione, una sedia, un rubinetto, un autoveicolo, un software, un sistema elettronico, un alimento, un corso di formazione, un programma televisivo, un trasporto), tutti elementi eventualmente governati attraverso un progetto. Anche un'opera d'arte va progettata sebbene qui l'intuizione ha certamente un peso rilevante.
In senso più esteso per progettazione si intende l'insieme delle fasi di pianificazione e programmazione di un insieme di attività che porteranno a un risultato atteso, il quale potrà essere raggiunto in maniera totale, parziale o anche essere mancato. In definitiva quindi quasi tutte le attività (economiche o meno) umane ricorrono, più o meno efficacemente, a una progettazione cioè a mezzi, strategie e azioni più opportune per raggiungere determinati fini.
È importante non confondere progettazione con progetto in quanto possono esserci numerosi tipi di progetto che non richiedono progettazione (ma solo pianificazione) e si può eseguire la progettazione anche non attraverso la gestione di progetto.

## Caratteristiche

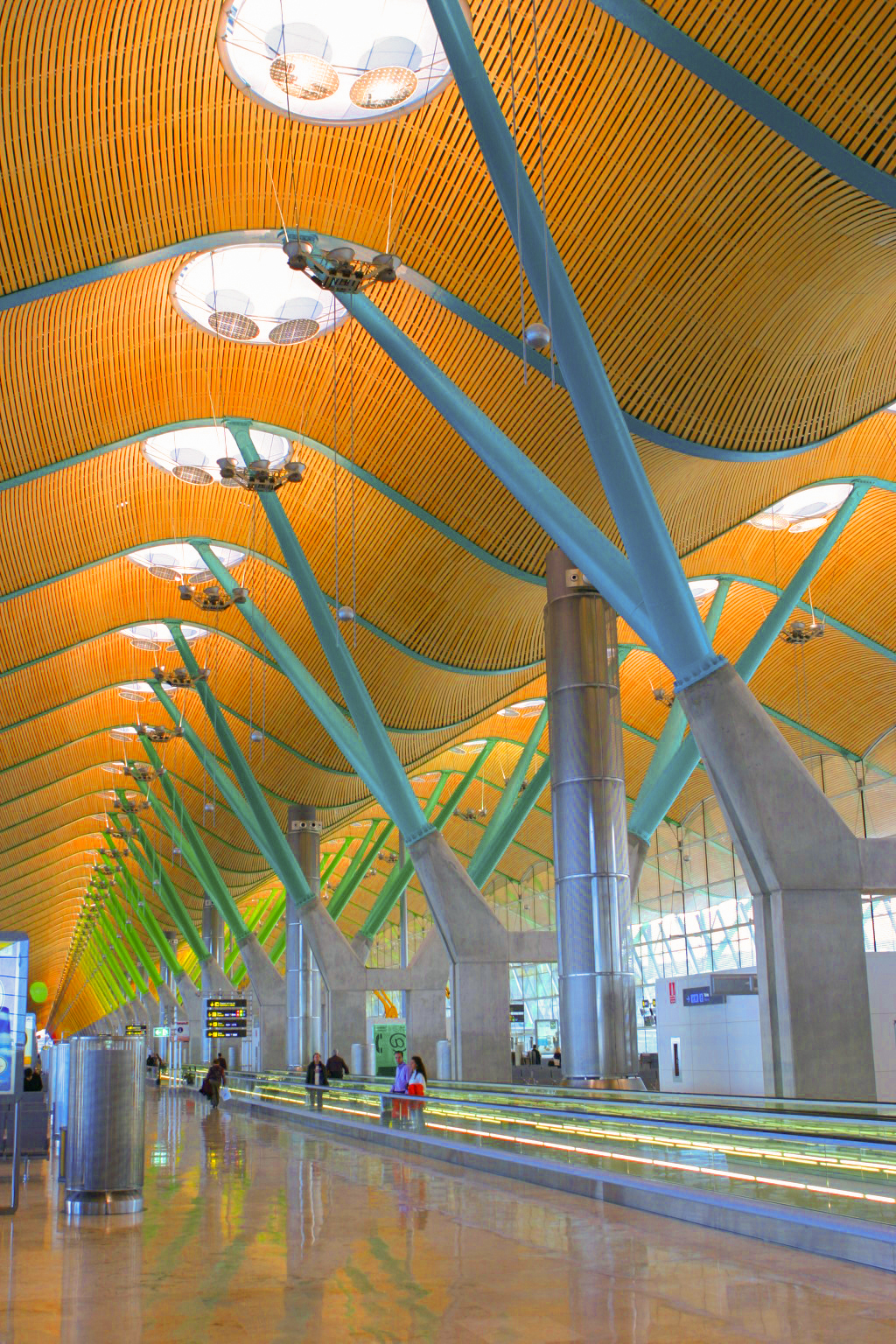
Il nuovo terminal dell'aeroporto Barajas di Madrid, Spagna

In generale la progettazione è possibile grazie a un concentrato di conoscenze, azioni, metodologie e strumenti che tendono razionalmente a organizzare e produrre specifiche per l'esecuzione materiale di manufatti di svariati tipi, dalle grandi strutture (ponti, dighe ecc.) a quelle di medie dimensioni (edifici, piazze ecc.), ai manufatti d'uso comune quali mezzi di trasporto, arredi, utensili, sino alla progettazione di attività economiche e ludiche e quella legata all'informatica.
La progettazione cambia quindi denominazione e diventa architettonica, urbanistica, design, architettura degli interni (interior design), progettazione ergonomica.
Negli oggetti materiali l'elemento che raccorda tradizionalmente molti di questi ambiti progettuali è il disegno tecnico, attualmente svolto attraverso l'uso di piattaforme CAD (Computer Aided Design).
In generale si tratta comunque di un'attività fortemente differenziata sia per quanto riguarda le fasi del progetto (concettuale, basic design o progettazione preliminare o di massima, di dettaglio ecc.) sia per quanto riguarda le varie discipline coinvolte ovvero il tipo di manufatto da realizzare (progettazione architettonica, stradale, meccanica, strutturale, elettronica, impiantistica, del software, di un database o dell'architettura del sistema informatico).
Progettare sulla base di un modello già esistente (teorico o un campione esistente o un esempio della concorrenza o un vecchio prodotto da dismettere) significa, in pratica, non partire da zero (foglio bianco). È quello che succede molto spesso nelle attività economiche. L'esito finale della ricerca scientifica costituisce frequentemente l'avvio della progettazione. Qui si comprende bene la differenza tra sperimentare e progettare.
Spesso l'attività di progettazione, detta a volte anche sintesi, procede a ritroso rispetto alla corrispettiva fase di analisi delle caratteristiche di un dato sistema ovvero si fissa generalmente il tipo di sistema da realizzare per soddisfare determinate specifiche o servizi e si cercano le soluzioni tecniche, note o innovative, in termini di sottosistemi per soddisfare i requisiti del sistema scelto. Spesso al riguardo è invalsa la tecnica del divide et impera cioè suddividere l'intera opera di progettazione e le sue fasi in più parti distinte, per agevolare e semplificare l'attività, per poi infine riassemblare ciascuna parte nel tutto finale.
A volte, nell'ambito dell'ingegneria, la progettazione assume il significato di dimensionamento, che rappresenta almeno una parte essenziale di essa, dove l'altra parte consiste essenzialmente nell'ideazione di soluzioni o componenti noti che soddisfino le specifiche richieste oppure la ricerca e sviluppo di soluzioni innovative di progetto che introducano un miglioramento nelle tecniche e metodologie di realizzazione del manufatto stesso migliorandone la qualità e soggette anch'essa a un successivo opportuno dimensionamento. La validità o meno di una nuova particolare soluzione innovativa è valutata complessivamente in termini di parametri di efficienza, costo, affidabilità, vantaggi e svantaggi. Spesso nell'ambito manifatturiero il successo di un'idea innovativa è determinata invece direttamente dal mercato ovvero dalla domanda.
Occorre, in molti ambiti, distinguere tra progettazione (design) e sviluppo (development) (a volte, erroneamente, usati come sinonimi), così come progettazione/sviluppo e ingegnerizzazione e, diversa ancora, industrializzazione. Infatti, in taluni casi, non si deve solo progettare/sviluppare il prodotto/servizio ma anche il processo produttivo/logistico relativo (sono due aspetti contigui ma diversi). Ad esempio, sin dalla sua prima edizione, la ISO 9001 distingue tra progettazione e sviluppo.
Sempre in ambito ingegneristico, il dimensionamento fisico segue in genere la cosiddetta progettazione logico-funzionale cioè la definizione dell'insieme delle funzionalità che il manufatto da realizzare dovrà garantire ovvero l'analisi dei requisiti o specifiche e la prima stesura del progetto: sotto questo aspetto cruciale è la conoscenza della Teoria dei Sistemi che fa ampio uso di modelli matematici per predire il comportamento statico e/o dinamico di una particolare struttura tramite risoluzione analitica del modello stesso oppure tramite ricorso alla simulazione al calcolatore grazie a software opportuno. In ultima analisi dimensionare il sistema vorrà dunque dire assegnare al modello fisico i valori opportuni dei suoi parametri fisici affinché esso manifesti le proprietà desiderate ovvero segua le specifiche tecniche del progetto.
Ancor prima della fase di progettazione logico-funzionale vi è lo studio di fattibilità ovvero realizzabilità di un progetto commissionato in termini di costi e metodologie/tecniche necessarie per soddisfare le specifiche richieste dal committente. In taluni ambiti come l'ingegneria civile e l'ingegneria ambientale è possibile imbattersi anche nel cosiddetto studio o valutazione di impatto ambientale del particolare progetto presentato.
Alla fase di realizzazione vera e propria segue poi la fase di testing del progetto proposto spesso passando attraverso uno stadio di prototipo  sperimentale o installazione pilota, superata la quale si passa alla fase di realizzazione del manufatto da cui spesso alla fase finale di collaudo dell'opera realizzata. L'operazione opposta o inversa alla progettazione è dunque l'analisi delle caratteristiche/prestazioni di un manufatto già realizzato per verificarne la rispondenza e gli standard di qualità rispetto alle specifiche progettuali: se tali specifiche non sono soddisfatte si ritorna indietro in maniera iterativa alla fase/passo di progettazione logico-funzionale tenendo conto dei requisiti/specifiche mancanti.

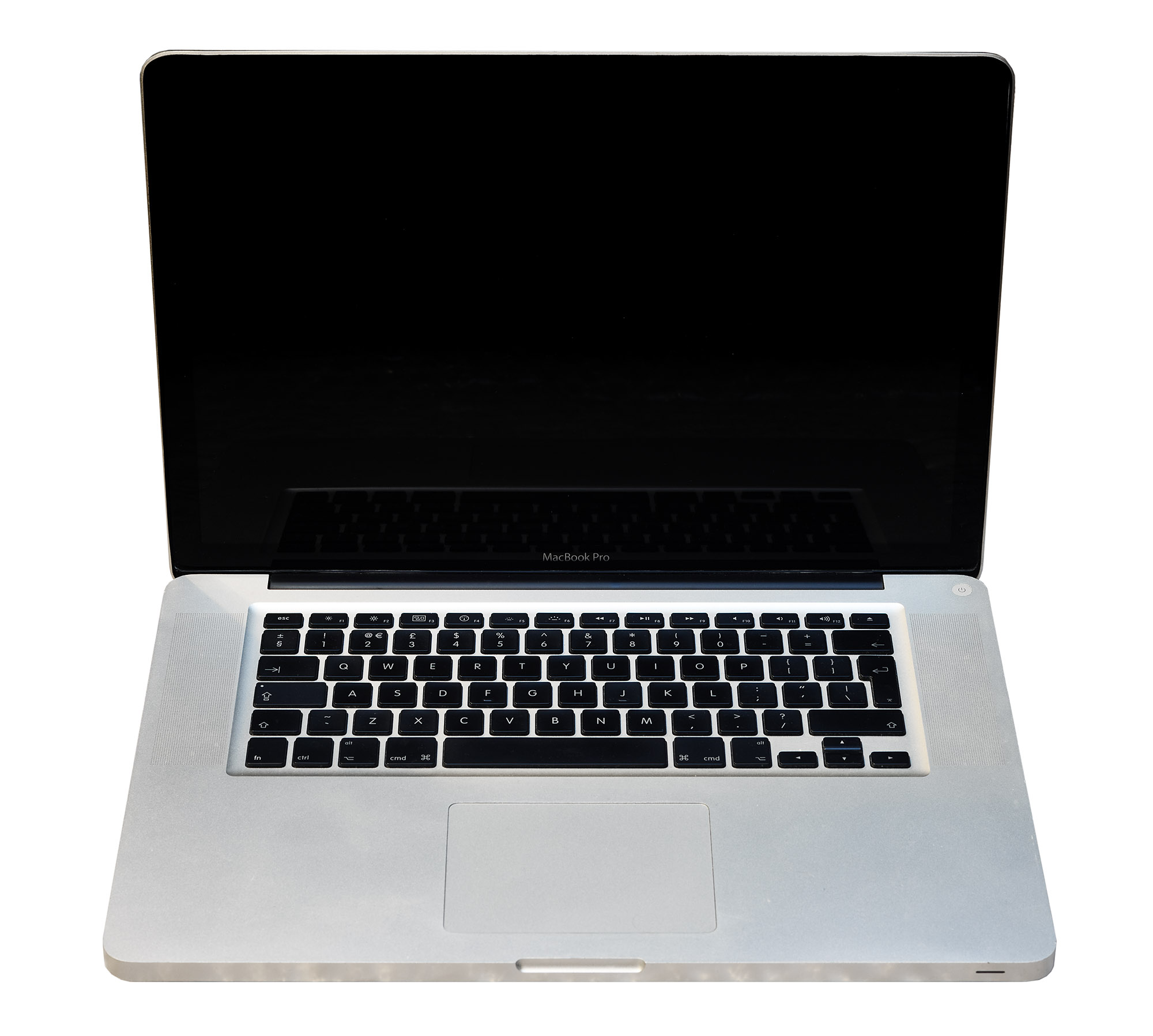
Jonathan Ive ha ricevuto diversi premi per il design di prodotti Apple Inc. come questo MacBook. In alcuni campi di progettazione, i personal computer vengono utilizzati anche per la progettazione e la produzione.

Un'altra voce importante nell'ambito della progettazione è quella relativa ai costi di realizzazione del progetto o sistema, i quali spesso devono in qualche modo contenersi ad eventuali vincoli di bilancio cioè il budget a disposizione con inevitabile impatto sul tipo di progetto o sistema da realizzare in termini di qualità, affidabilità e sicurezza. In particolare in genere sono assolutamente da evitare eventuali sprechi di risorse che innalzerebbero inevitabilmente i costi finali a svantaggio del finanziatore o proprietario del bene. Spesso in grandi e complessi progetti si può avere una sottostima dei costi finali di realizzazione.
In talune applicazioni come ad esempio lo sviluppo software un altro fattore importante è l'efficienza del progetto realizzato in termini di velocità di esecuzione e impiego di risorse hardware di elaborazione e memorizzazione. In generale costi e prestazioni o efficienza viaggiano in maniera opposta tra loro: tanto più un'implementazione risulta efficiente tanto più i costi risultano superiori e viceversa.
Spesso quindi si tende a ragionare in termini di rapporto costo/efficienza, in termini di compromesso (trade off) per la realizzazione di un'opera o sistema oppure privilegiare uno dei due aspetti a seconda dell'affidabilità/efficienza richiesta dal tipo di implementazione.
Anche i prodotti immateriali ovvero i servizi devono essere oggetto di progettazione e sviluppo, prima di essere erogati. I passi logici sono i medesimi usati nelle applicazioni materiali, ma i metodi sono peculiari. Nel caso di servizi regolamentati (ad esempio la formazione scolastica), la legge fornisce requisiti non solo per l'erogazione ma anche per la progettazione.
Ma anche nella vita domestica e personale le "cose" importanti vanno progettate prima di farle, solo che quasi sempre lo si fa solo "pensandoci su" (riflessione teorica) o mediante tentativi oppure banalmente basandosi su esperienze di altri, senza formalizzazione strutturata. 
Infine la progettazione deve tenere conto degli inevitabili tempi di obsolescenza e usura irreversibile dei componenti della tecnologia o sistema da realizzare, definendo un tempo di vita operativo (lifetime) del manufatto o sistema progettato. Tipicamente tutti i dettagli e le scelte tecniche progettuali vengono definite all'interno del cosiddetto capitolato tecnico del progetto.
Una corretta progettazione è dunque un requisito indispensabile per la buona qualità del manufatto da realizzare e presuppone quindi la piena conoscenza dei fondamentali del campo di applicazione, nonché l'analisi e presa di coscienza dei vari problemi reali che possono presentarsi in corso di realizzazione d'opera e nell'arco di vita operativa del manufatto, spesso mettendosi nell'ottica del peggior caso possibile (worst case) da supportare oppure evitando sprechi di risorse. Gran parte dei malfunzionamenti di un manufatto o di un'opera durante il suo tempo di vita sono dovuti a una cattiva o errata progettazione, con effetti anche catastrofici sulla pubblica sicurezza. La progettazione è dunque opera di personale altamente qualificato, specializzato e con un alto grado di esperienza alle spalle.
L'intero ciclo di progettazione viene tipicamente gestito attraverso specifiche procedure e/o mediante metodologie di gestione di progetto da parte di un responsabile di progetto.
Recenti iniziative sociali e commerciali mirano a mutare il mondo della progettazione tipicamente inteso, cercando di sollevare il problema della Sostenibilità ambientale: solo con un cambio di mentalità da parte di chi progetta sarà infatti possibile ridurre lo sfruttamento di discariche e risorse, naturali e non.

## Tipi di progettazione
Esistono tre tipi di progettazione:
- Progettazione innovativa. Consiste nella ideazione di un prodotto nuovo;
- Progettazione di adattamento. È l'adattamento o l'applicazione di un prodotto già esistente;
- Progettazione variante. Prevede di realizzare diverse versioni (o combinazioni) di uno stesso prodotto, già esistente.

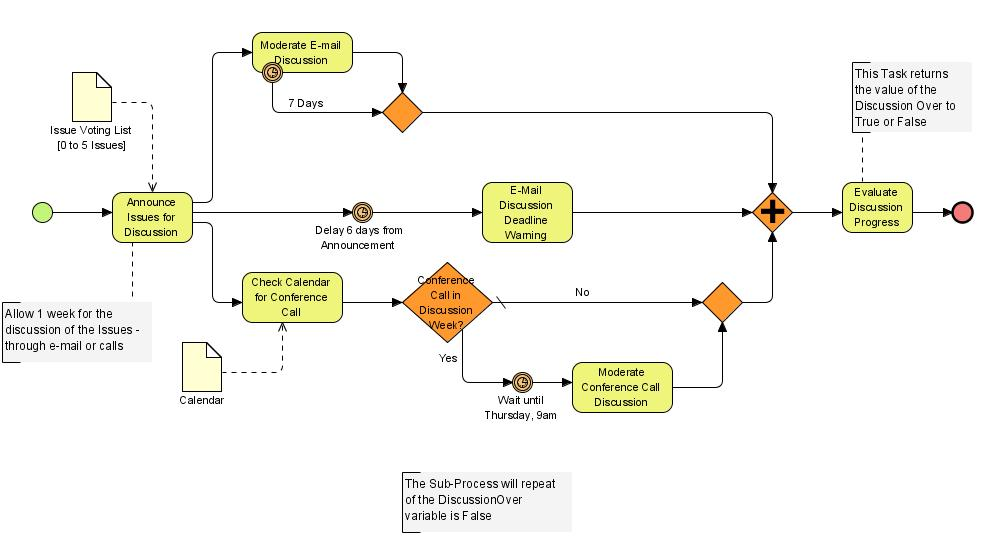
Un esempio di un processo del flusso di lavoro aziendale che utilizza il modello di processo aziendale e la notazione.

Quando si parla genericamente di "prodotto" non si deve unicamente pensare ad un (1) solo articolo: un kit (insieme di parti "sciolte" ma confezionate/fornite insieme e che è considerato un articolo unitario) è un prodotto, così come un'opera.

## Fasi di progettazione
Riassumendo quindi le fasi di progettazione sono:
1. analisi delle specifiche (e/o prototipazione sperimentale);
2. studio di fattibilità;
3. progettazione logico-funzionale (e/o prototipazione definitiva);
4. sviluppo (ad esempio il dimensionamento in meccanica o architettura, oppure la programmazione nel software);
5. testing o collaudo.

In altri casi (ad esempio la progettazione regolamentata da leggi, come per le opere pubbliche) si individua la sequenza di:
- progettazione preliminare;
- progettazione definitiva;
- progettazione esecutiva.

Nelle costruzioni ai aggiunge anche la cosiddetta progettazione di cantiere che è quella costituita da piccole modifiche esecutive (che non richiedono variante di progetto o revisione immediata degli elaborati) da operare quando occorra adattamento immediato a concrete situazioni imprevedibili. L'as build documenterà la soluzione finale attuata.

## Parametri della progettazione
- specifiche tecniche, cioè il tipo di sistema da realizzare;
- producibilità cioè come lo si dovrà produrre (ingegnerizzazione e industrializzazine);
- efficienza;
- costi;
- affidabilità;
- sicurezza;
- tempi di realizzazione;
- tempo di vita operativa previsto;
- manutenibilità.